# Nueva Providencia (Colón)
Nueva Providencia es un corregimiento del distrito de Colón en la provincia de Colón, República de Panamá. La localidad tiene 5.813 habitantes (2010).
Su nombre tiene origen en los antiguos residentes de la isla Nueva Providencia, Bahamas, que llegaron durante la construcción del canal de Panamá y residían en el antiguo pueblo de Limón; luego con la creación del lago Gatún, dichos residentes se mudaron a una nueva ubicación cerca del nuevo pueblo de Limón, rememorando su isla de origen.